# Trimetilamină
Trimetilamina (TMA) este un compus organic, o amină terțiară cu formula chimică N(CH3)3. Este un gaz (la temperatură ambientală) incolor, higroscopic și inflamabil. Se comercializează de obicei sub formă de soluție de concentrație 40%. La concentrați mari prezintă un miros asemănător cu cel al amoniacului și poate cauza necrozarea mucoaselor prin contact.

## Obținere
Trimetilamina se obține în urma reacției catalitice dintre amoniac și metanol:
{\displaystyle {\ce {3 CH3OH + NH3 ->(CH3)3N + 3 H2O}}}
În urma reacției se mai obțin și dimetilamină (CH3)2NH și metilamină CH3NH2, ca produși secundari:
{\displaystyle {\ce {CH3OH + NH3 -> CH3NH2 + H2O}}}
{\displaystyle {\ce {2CH3OH + NH3 -> (CH3)2NH + 2H2O}}}
Se mai poate aplica și o reacție dintre clorura de amoniu și paraformaldehidă:
{\displaystyle {\ce {9 (CH2=O)n + 2n NH4Cl -> 2n (CH3)3N*HCl + 3n H2O + 3n CO2}}}

## Proprietăți chimice
Compusul prezintă caracter bazic, așadar poate fi protonat cu obținerea cationului de trimetilamoniu. Clorura de trimetilamoniu este un solid higroscopic și se prepară în urma reacției dintre trimetilamină și acid clorhidric:
{\displaystyle {\ce {(CH3)3N + HCl -> (CH3)3NH+*Cl-}}}
Trimetilamina este un bun agent nucleofil, reacțiile sale având diverse aplicații în industria chimică: sinteza colinei, hidroxidului de tetrametilamoniu, a erbicidelor, a rășinilor schimbătoare de ioni cu caracter bazic și a unor coloranți bazici.